# ماریا لوئیزا آگوستا کاترینا
ماریا لوئیزا آگوستا کاترینا (به انگلیسی: Maria Luise Augusta Catherina) (زاده ۳۰ سپتامبر ۱۸۱۱ – درگذشته ۷ ژانویه ۱۸۹۰) ملکه پادشاهی پروس و اولین امپراتریس آلمان به عنوان همسر ویلهلم یکم، امپراتور آلمان بود.

## کودکی
شاهزاده آگوستا در ۳۰ سپتامبر ۱۸۱۱ در وایمار به دنیا آمد. او سومین فرزند (دومین فرزندی که زنده ماند) از کارل فردریش، ولیعهد ساکس-وایمار-ایزناخ و گرند دوشس ماریا پاولونا، خواهر امپراتور (تزار) الکساندر یکم روسیه بود. مراسم تعمید شاهزاده آگوستا چند روز بعد، در ۶ اکتبر، با نام کامل ماریا لویزه آگوستا کاترینا برگزار شد. مانند اکثر خانواده‌های سلطنتی و اشرافی، آگوستا بیشتر تحت مراقبت‌های پرستار خود، آمالیا باتش، بزرگ شد.
آموزگاران درباری به او چهار زبان خارجی یاد دادند: انگلیسی، روسی، فرانسوی و لاتین. و همچنین دروس اضافی شامل ریاضیات، جغرافیا، دین، تاریخ، رقص، نقاشی، سوارکاری و موسیقی. معلمان او شامل متخصصانی مانند نقاش دربار لوئیزه زایدلر، آهنگساز یوهان نپوموک هومل و فردریک سورت بودند. با این حال، مهمترین نقطه مرجع برای آگوستا، شاعر و دانشمند یوهان ولفگانگ فون گوته بود. گوته محتوای آموزشی را با هماهنگی والدین آگوستا تدوین کرد و آگوستا در دانشگاه ینا تدریس کرد.

## ازدواج و فرزندان
داستان ازدواج آگوستا بسیار پرتنش بود ، او در ژوئن ۱۸۲۹، آگوستا با پرنس ویلهلم از پروس ازدواج کرد؛ ویلهلم در واقع می‌خواست با دختر عموی خود، الیزا رادزیویل، ازدواج کند که توسط دادگاه پادشاهی پروس نامناسب تشخیص داده شده بود و نظرات سیاسی و علایق فکری دو همسر نیز بسیار متفاوت بود. با وجود اختلافات شخصی، آگوستا و ویلهلم اغلب برای مدیریت مکاتبات و مجامع اجتماعی با هم همکاری می‌کردند. در سال‌های ۱۸۳۱ و ۱۸۳۸، آن‌ها دو فرزند، فردریک ویلهلم و لوئیزه را به دنیا آوردند. پس از مرگ پدرشوهرش (فردریک ویلیام سوم، پادشاه پروس) در سال ۱۸۴۰، آگوستا وارث تاج و تخت پروس شد.

## فعالیت‌های سیاسی و اجتماعی
این موقعیت رسمی به او نفوذ سیاسی نمی‌داد، بلکه روابط اجتماعی و نزدیکی دیناستی به ویلهلم نقش مهمی در آن داشت. نقش مهمی توسط مکاتبات گسترده با همسرش، سایر شاهزاده‌ها، دولتمردان، افسران، دیپلمات‌ها، روحانیون، دانشمندان و نویسندگان بازی شد. او خود را به عنوان مشاور سیاسی همسرش می‌دید و اتو فون بیسمارک، صدراعظم پروس و صدراعظم آلمان را دشمن سیاسی اصلی خود می‌دانست. دربار وایمار، که به لیبرالیسم فکری و سیاسی معروف بود، احتمالاً تأثیری ماندگار بر روی دیدگاه‌ها و عقاید آگوستا گذاشته است. این تجربیات اولیه به او کمک کرد تا بعداً در نقش‌هایش به عنوان ملکه پروس و بعدها امپراتریس آلمان با دیدگاهی باز و مستقل عمل کند.
آگوستا به عنوان ملکه پروس و امپراتریس آلمان، در تعدادی از فعالیت‌های سیاسی و اجتماعی نقش فعالی داشت. او به ویژه به خاطر حمایت از خدمات اجتماعی و رفاه زنان شناخته شده بود.
او همچنین در طول جنگ‌های فرانکو-پروس و اتریش-پروس به عنوان پرستار صلیب سرخ فعالیت می‌کرد.

## مرگ و میراث
آگوستا در ۷ ژانویه ۱۸۹۰ در سن ۷۸ سالگی بر اثر آنفولانزا درگذشت. او در کنار همسرش در مقبره کاخ شارلوتنبورگ در برلین به خاک سپرده شد.

## افتخارات
- نشان عقاب سیاه
- نشان صلیب سرخ
- نشان سنت کاترین